# Georg Wailand

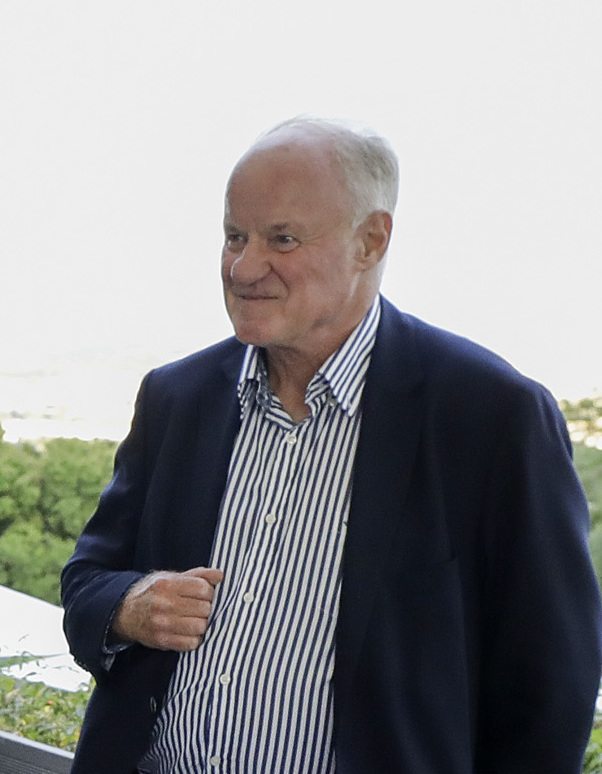
Georg Wailand, 2020

Georg Wailand (* 24. August 1946 in Wien) ist ein österreichischer Wirtschaftsjournalist, Autor, Hochschullehrer und Winzer.

## Leben
Wailand wurde als Sohn eines Beamten der C-Laufbahn geboren. Nach Matura und Wehrdienst studierte er an der Hochschule für Welthandel in Wien.
Nach dem Studium war Wailand als freier Sportjournalist für die Tageszeitung Neues Österreich tätig, später schrieb er u. a. für die  Welt am Montag. 1970 wurde er Wirtschaftsredakteur der Boulevardzeitung Express. 1971 wechselte er zur Kronen Zeitung, wo er 1974 das Wirtschaftsressort übernahm. 1982 wurde er auch Herausgeber des Wirtschaftsmagazins Gewinn. 1991 wurde er stellvertretender Chefredakteur der Kronen Zeitung. 2012 wurde er geschäftsführender Chefredakteur des Blattes. Er galt als Vertrauter Hans Dichands, widersprach ihm jedoch im allzu positiven Umgang mit der Freiheitlichen Partei Österreichs (FPÖ). Für die Kronen Zeitung schreibt er auch die Kolumne Apropos.
Seit 1976 ist Wailand Lehrbeauftragter für Wirtschaftspublizistik an der Wirtschaftsuniversität Wien. Er hat zahlreiche Bücher zu Wirtschaftsthemen verfasst.
Er ist Eigentümer des Weinguts Wailand in Döbling. An der Wiener Kahlenberger Straße pflegt er mit seiner „Buschenschank Wailand“ die Heurigentradition. 2023 erhielt er vom Weinmagazin Falstaff den Lebenswerkpreis.
Er ist Aufsichtsratsmitglied der Constantia Industries AG. Zuvor war er Mitglied des Aufsichtsrats des Flughafens Wien und der Handelskette Libro, wofür er kritisiert wurde.
2024 soll ihm Rainer Nowak als Wirtschaftsressortleiter der Kronen Zeitung nachfolgen.
Wailand ist mit einer Niederländerin verheiratet und Vater von zwei Kindern.

## Auszeichnungen
- 1974: Dr.-Karl-Renner-Publizistikpreis
- 1979: Barthold-Stürgkh-Preis
- 1987: Kardinal-Innitzer-Preis (Würdigungspreis)
- 1997: Horst-Knapp-Preis
- 2003: Berufstitel Professor
- 2014: Großer Leopold-Kunschak-Preis
- 2014: Julius-Raab-Medaille[7]
- 2021: Komturkreuz des Silvesterordens mit Stern[8]
- 2023: Lebenswerkpreis, verliehen vom Weinmagazin Falstaff
- Eduard-Haas-Preis
- Schoeller-Preis
- Wiener Handelspreis

## Schriften (Auswahl)

### Monografien
- Die Reichen und die Superreichen in Österreich. Hoffmann und Campe, Hamburg 1977, ISBN 3-455-08948-8.
- Wer regiert Österreich? Knaus, Hamburg 1983, ISBN 3-8135-3538-X.
- Mit Gustav Raab: Unser Geld '88. Steuern sparen. Geld gewinnen. Pensionsreform. Kremayr & Scheriau, Wien 1987, ISBN 3-218-00462-4.
- Mit Gustav Raab: Gewinnen mit der Steuerreform. Unser Geld '89. Kremayr & Scheriau, Wien 1988, ISBN 3-218-00481-0.
- Mit Gustav Raab: Ihr Geld kann mehr. Unser Geld 90. Kremayr & Scheriau, Wien 1989, ISBN 3-218-00504-3.
- Mit Michael Fembek: Gewinnen online. Das Internet-Handbuch für moderne Geldanleger. Die besten Adressen, nützliche Übersichten und viele wertvolle Tipps. Wailand und Waldstein, Wien 2000, ISBN 3-901184-13-9.

### Herausgeberschaften
- Mit Michael Fembek: Gewinnen wie ein Börsenprofi. Das erste Börsenbuch mit Trainingsdiskette. Mehrteiliges Werk, Wailand und Waldstein, Wien 1992, ISBN 3-901184-01-5.
- Unsere Zukunft ist bunt. Das ganz andere Österreich. Ergebnisse aus der UNIQA-Zukunftsstudie. Signum, Wien u. a. 1999, ISBN 3-85436-310-9.
- Mit Michael Fembek: Die besten Karten im Pensions-Poker. Leitfaden durch alle Vorsorgemodelle. Vermögensaufbau mit Turbo-Effekt. Gewinn Verlag, Wien 1999, ISBN 3-901184-10-4.
- Mit Michael Fembek: Kredite zum Anbeißen. Der neue Gewinn-Ratgeber. Gewinn Verlag, Wien 2002, ISBN 3-901184-17-1.

## Trivia
Durch die Lektüre des von Georg Wailand verfassten Buchs Die Reichen und die Superreichen in Österreich entstand bei den Terroristen der Bewegung 2. Juni die Idee, Walter Michael Palmers als Opfer einer Lösegelderpressung auszuwählen.